# Doriano Kortstam
Doriano Marvin Kortstam (Rotterdam, 7 juli 1994) is een Curaçaos-Nederlands voetballer die doorgaans als verdediger speelt.

## Clubcarrière
Doriano Kortstam speelde een jaar in de jeugd van Feyenoord, waarna hij via Spartaan'20 en SVV bij SC Veendam terecht kwam. Hier speelde hij niet, en vertrok naar FC Boshuizen. In 2013 werd hij geselecteerd voor de Nike Academy, wat hem een stage bij Leeds United AFC opleverde. Hier kreeg hij geen contract, en dus tekende hij voor het Slowaakse MFK Zemplín Michalovce. Hij kwam hier niet in actie, en werd verhuurd aan SK Slavoj Trebišov. In 2015 vertrok hij naar Roda JC, waar hij anderhalf jaar in Jong Roda JC speelde.
In de winterstop van 2017 vertrok hij naar Achilles '29, waar hij debuteerde in het Nederlandse betaalde voetbal. Dit was op 6 februari 2017, in de met 4-3 gewonnen thuiswedstrijd in de Eerste divisie tegen FC Eindhoven. Zijn eerste doelpunt voor Achilles '29 maakte hij op 17 februari 2017 in de thuiswedstrijd tegen Jong Ajax (2-3). In deze wedstrijd kreeg hij twee gele kaarten, en moest dus in de 84e minuut met rood vertrekken. Met Achilles '29 degradeerde hij uit de Eerste divisie.
Nadat hij een maand op Cyprus bij Ermis Aradippou zat, waar een contract niet geformaliseerd werd, sloot hij aan bij FC Eindhoven. Medio 2018 ondertekende hij een tweejarig contract bij het Roemeense FC Botoșani, maar wegens medische redenen ontbond de club voortijdig alsnog het contract. Eind augustus 2018 ging hij voor het Griekse Platanias FC spelen. Daar liep zijn contract medio 2020 af maar, nadat hij een periode zonder club zat, hij keerde begin 2020 terug bij Platanias. In september 2020 ging hij naar het Spaanse Orihuela CF in de Segunda División B. Medio 2021 ging Kortstam ging hij naar het Griekse PASA Irodotos dat net gepromoveerd was naar de Super League 2. In het seizoen 2022/23 speelt Kortstam voor SV TEC in de Tweede divisie.

### Statistieken
| Seizoen                                   | Club                   | Land           | Competitie      | Competitie | Competitie | Beker | Beker | Overig | Overig | Totaal | Totaal |
| Seizoen                                   | Club                   | Land           | Competitie      | Wed.       | Dlp.       | Wed.  | Dlp.  | Wed.   | Dlp.   | Wed.   | Dlp.   |
| ----------------------------------------- | ---------------------- | -------------- | --------------- | ---------- | ---------- | ----- | ----- | ------ | ------ | ------ | ------ |
| 2014/15                                   | MFK Zemplín Michalovce | Slowakije      | 2. Liga         | 0          | 0          | 0     | 0     | –      | –      | 0      | 0      |
| 2014/15                                   | → SK Slavoj Trebišov   | Slowakije      | 2. Liga         | 10         | 3          | 0     | 0     | –      | –      | 10     | 3      |
| 2016/17                                   | Achilles '29           | Nederland      | Eerste divisie  | 14         | 1          | 0     | 0     | –      | –      | 14     | 1      |
| 2017/18                                   | FC Eindhoven           | Nederland      | Eerste divisie  | 20         | 1          | 0     | 0     | –      | –      | 20     | 1      |
| 2018/19                                   | Platanias FC           | Griekenland    | Football League | 25         | 1          | 1     | 0     | 2      | 0      | 28     | 1      |
| 2019/20                                   | Platanias FC           | Griekenland    | Super League 2  | 6          | 0          | 0     | 0     | –      | –      | 6      | 0      |
| 2020/21                                   | Orihuela CF            | Spanje         | Segunda B       | 7          | 0          | 0     | 0     | –      | –      | 7      | 0      |
| Carrièretotaal                            | Carrièretotaal         | Carrièretotaal | Carrièretotaal  | 82         | 6          | 1     | 0     | 2      | 0      | 85     | 6      |
| Bijgewerkt tot en met het seizoen 2017/18 |                        |                |                 |            |            |       |       |        |        |        |        |

## Interlandcarrière
In 2016 werd Doriano Kortstam door bondscoach Patrick Kluivert geselecteerd voor het Curaçaos voetbalelftal. Hij zat tijdens de Caribbean Cup-kwalificatiewedstrijd tegen Barbados op de bank, en debuteerde op 27 maart 2016 tegen de Dominicaanse Republiek. Hij kwam in de 46ste minuut in het veld voor Darryl Lachman. Met Curaçao won Kortstam op 25 juni 2017 de finale van de Caribbean Cup 2017 door Jamaica met 2–1 te verslaan.

## Erelijst
| Competitie    | Winnaar | Winnaar | Runner-up | Runner-up | Derde   | Derde   |
| Competitie    | Aantal  | Jaren   | Aantal    | Jaren     | Aantal  | Jaren   |
| Curaçao       | Curaçao | Curaçao | Curaçao   | Curaçao   | Curaçao | Curaçao |
| ------------- | ------- | ------- | --------- | --------- | ------- | ------- |
| Caribbean Cup | 1x      | 2017    |           |           |         |         |